# 익스플로전스 인 더 스카이
익스플로전스 인 더 스카이(Explosions in the Sky)는 미국 텍사스주 오스틴 출신 포스트 록 밴드이다.

## 멤버
- 마크 스미스(Mark Smith) - 기타
- 마이클 제임스(Michael James) - 베이스, 기타
- 뮤나프 라야니(Munaf Rayani) - 기타
- 크리스 라스키(Chris Hrasky) - 드럼

## 음반 목록

### 정규 음반
- 《How Strange, Innocence》(2000년)
- 《Those Who Tell the Truth Shall Die, Those Who Tell the Truth Shall Live Forever》(2001년)
- 《The Earth Is Not a Cold Dead Place》(2003년)
- 《All of a Sudden I Miss Everyone》(2007년)
- 《Take Care, Take Care, Take Care》(2011년)

### EP
- 《The Rescue》(2005년)